# Уржин Гармаєв
Уржин Гармаєв (рос. Уржин Гарма́евич Гармаев; 1888 — 13 березня 1947 року) — російський та японський військовик бурятського походження, офіцер в армії отамана Григорія Семенова, генерал-лейтенант армії Маньчжоу-го, генерал Імператорської армії Японії.

## Біографія
Народився у 1888 в місцевості Тогото поблизу села Макарове Красноярської волості Нерчинського повіту Забайкальської області.
У 1912 закінчив Читинське міське училище і працював учителем у бурятських улусах, викладав російську і бурятські мови.
Наприкінці 1917 життя круто змінилося. На допиті 27 листопада 1945 він так описав цю подію:
|                  | Коли я працював у булуці Догоді Агінського аймаку, до мене наприкінці грудня 1917 року приїхав помічник настоятеля Цугульского дацану лама Шойдор Дилгиров, який заявив, що прибув за вказівкою загальних зборів лам і хошунського керівництва з пропозицією поїхати мені і сільському вчителі Дилику Циренову в місто Маньчжурія, де розташовувався на той час штаб Семенова… Разом з Циреновим я відвідав Семенова у готелі «Метрополь» і, отримавши від нього обіцянку підтримати боротьбу кулацько-ламської верхівки проти радянської влади, передав це Дилгирову. Оригінальний текст (рос.) Когда я работал в булуке Догоди Агинского аймака, ко мне в последних числах декабря 1917 года приехал помощник настоятеля Цугульского дацана лама Шойдор Дылгыров, заявивший, что он прибыл по указанию общего собрания лам и хошунского начальства с предложением поехать мне и сельскому учителю Дылыку Цыренову в город Маньчжурия, где располагался в то время штаб Семёнова… Вместе с Цыреновым я посетил в отеле «Метрополь» Семёнова и, получив от него обещание поддержать борьбу кулацко-ламской верхушки против Советской власти, передал это Дылгырову |
| — Уржин Гармаєв, | |

.

### У роки громадянської війни
Влітку 1918 взяв активну участь у створенні військових формувань з бурятського населення в допомогу військам отамана Семенова. У вересні 1918 Забайкалля окуповане японськими військами.
У квітні 1919 закінчив військову школу і отримав чин прапорщика. Служив у 1-му бурят-монгольському полку, потім — офіцером для доручень у військовому відділі Бурят-Монгольської Думи.
У грудні 1919 прикомандирований отаманом Семеновим до штабу окремого кавалерійського дивізіону імені генерала Кримова в місті Троїцькосавське, якому було доручено вторгнутися в північні райони Монголії, однак дивізіон був розбитий радянськими військами.

### Еміграція в Маньчжурію
З поверненням більшовиків Уржин Гармаєв з сім'єю назавжди покидає рідні місця і поселяється в Шенехенському хошуні Хулунбуїрского округу за 30 кілометрів від міста Хайлар. У Маньчжурії він продовжував тісні контакти з білою еміграцією.
Разом з тим, за завданням японської розвідки Гармаєв намагається популяризувати серед шенехенських бурятів ідею створення з монголів, баргутів і бурятів панмонгольської політичної організації і панмонгольської держави, до якої повинні були увійти Зовнішня Монголія, Барга, Внутрішня Монголія і Бурят-Монгольська республіка.
У 1931 році Японія нападає на Китай з метою відділити Маньчжурію. Китайці і маньчжури починають розправи над японцями, які опинилися в Маньчжурії до початку бойових дій. Уржин Гармаєв покриває сімох японських службовців. На допиті пізніше він сказав:
|                  | Після приходу японських військ, ці японці висловили мені свою вдячність і назвали своїм спасителем. Факт покриття і порятунку мною цих сімох японських громадян зіграв вирішальну роль у моїй подальшій кар'єрі, оскільки говорив про моє дружнє ставлення до японців і що мені, відповідно, можна довіряти. Оригінальний текст (рос.) После прихода японских войск эти японцы выразили мне свою благодарность и называли своим спасителем. Факт укрытия и спасения мною этих семи японских граждан сыграл решающую роль в моей дальнейшей военной карьере, так как он говорил о моём дружеском отношении к японцам и что мне, следовательно, можно вполне доверять. |
| — Уржин Гармаєв, | |

1 березня 1932 року утворилася маріонеткова держава Маньчжоу-го. Гармаєва запросили в Хайлар, де японці запропонували йому сформувати бурят-монгольські частини в Північно-Хінганській провінції. Він дав згоду, і військове міністерство Маньчжоу-Го призначило його командувачем охоронними військами, присвоївши звання полковника. Ці частини несли охорону кордону з Радянським Союзом і Монгольською Народною Республікою.
Війська Уржина Гармаєва, зведені в «Хінганський північний охоронний загін», брали участь у вторгненні японської армії в Монголію в районі річки Халхін-Гол. Втрати військ Гармаєва склали близько 100 осіб.

### Друга світова війна

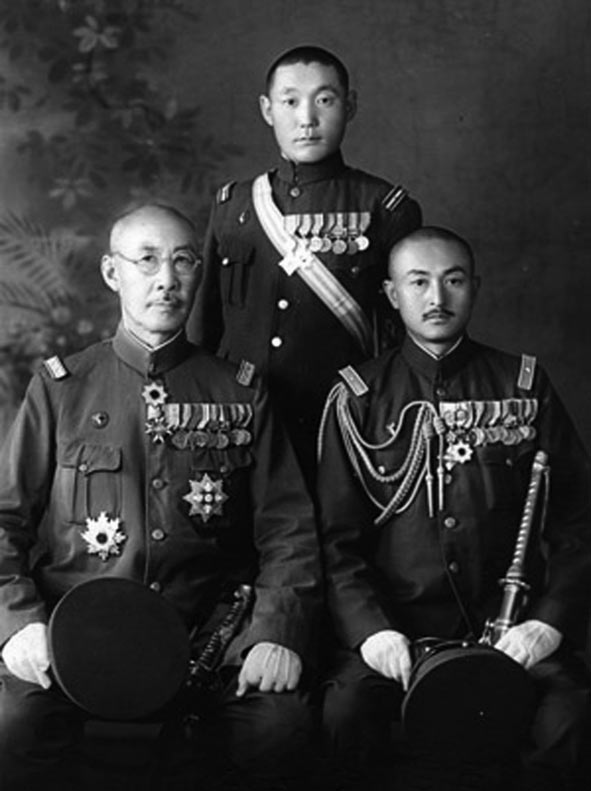
Командування 10-м військовим округом армії Маньчжоу-го: генерал-лейтенант Уржин Гармаєв (ліворуч) і генерал Ганжууржав (праворуч)

У 1940 році Гармаєва призначили командувачем військами 10-го військового округу армії Маньчжоу-го. Йому присвоєно військове звання генерал-лейтенанта.
Округ займав території Північно-Хінганської і Східно-Хінганської провінцій. Під командуванням Гармаєва округ проводив активну підготовку до бойових дій проти СРСР, а також вів контррозвідувальну роботу проти радянських спецслужб.
У грудні 1944 року Гармаєв був усунутий із посади командувача військовим округом у зв'язку з тим, що не мав академічної освіти. На початку 1945 року Гармаєв вступив на посаду начальника військового училища в місті Ваньємяо.

### Добровільна здача в полон
9 серпня 1945 року Радянський Союз оголошує війну Японії. У короткий термін Квантунська армія була розгромлена.
31 серпня Уржин Гармаєв добровільно здався в полон, з'явившись в радянську комендатуру міста Чанчунь. На доказ, що він є генералом Квантунської армії, Гармаєв пред'явив свої документи та нагороди — три ордени і сім медалей.
За вироком Військової колегії Верховного Суду СРСР Уржин Гармаєв розстріляний 13 березня 1947 року в Москві.
23 червня 1992 року Генеральною Прокуратурою Російської Федерації Уржин Гармаєв реабілітований.

## Родина
- Батько — Гармай Будаєв.
- Дружина — Мадик Даваєва.
- Син — Дашиніма; у 1945 р. студент училища державних чиновників р. в Чанчунь; в даний час проживає в м. Улан-Батор.
- Дочка — Санджидма (1937 р.), до 1992 р. жила в КНР, потім переїхала в РФ; у неї дві дочки, четверо онуків і один правнук; проживають в Улан-Уде.
- Брат — Гармаєв Даза.
- Дружина брата — Сабик.
- Сестра — Симжит.

Усі в 1945 році проживали в Тумет-Хошуні Південно-Хінганської провінції (Маньчжурія).